# Evelyn Lauder
Evelyn Lauder (geboren als Evelyn H. Hausner; * 12. August 1936 in Wien; † 12. November 2011 in New York) war eine US-amerikanische Unternehmerin und Philanthropin.

## Leben
Evelyn H. Hausners jüdische Eltern flohen 1938 aus Wien über Belgien nach England und 1940 weiter nach New York. Dort betrieben sie in Manhattan ein Bekleidungsgeschäft, das sie zu einer kleinen Kette ausbauten. Evelyn ging an der Public School 9 in der Upper West Side zur Schule, besuchte im Anschluss das College und arbeitete für einige Jahre in Harlem als Lehrerin. 1955 hatte sie noch während ihrer Studienzeit am Hunter College bei einem Blind Date Leonard Lauder kennengelernt, den sie 1959 heiratete. 1960 kam der Sohn William P. Lauder zur Welt und 1962 der Sohn Gary. Mit der Heirat stieg Evelyn Lauder in das Geschäft der Mutter ihres Mannes, Estée Lauder, ein. Zu dieser Zeit bestand das Sortiment der Estée Lauder Companies aus lediglich sechs Produkten, und der Umsatz lag bei einer Million Dollar. Evelyn Lauder war zunächst als Telefonistin im Unternehmen tätig und in der Folge für das Training des Verkaufspersonals, die Entwicklung von Parfüms und Pflegeprodukten sowie das Marketing zuständig. Seit 1989 hielt sie im Unternehmen die Titel Senior Corporate Vice President (als Mitglied des Board of Directors) und Head of Fragrance Development Worldwide (Leiterin der weltweiten Parfüm-Entwicklung). Mitte der 1990er Jahre hatte sich das Lauder-Sortiment mit zahlreichen Untermarken auf über 2000 Artikel vergrößert. 1995, als sich die Firmengründerin zurückzog, war das Unternehmen 3 Milliarden Dollar wert.
1989 erkrankte Evelyn Lauder an Brustkrebs. Sie begann mit einer weltweiten Kampagne zur Aufklärung und Vorsorge im Kampf gegen diese Krankheit. Dazu hatte sie die Idee, eine rosa Schleife als Symbol zu kreieren. Innerhalb von 18 Jahren sammelte sie rund 350 Millionen Dollar an Spenden ein und unterstützte damit Forscher in der ganzen Welt. Am New Yorker Memorial Sloan-Kettering Cancer Center besteht seit 1992 das von Lauder mitfinanzierte und durch Spenden ermöglichte Evelyn H. Lauder Breast Center. 1993 lancierte sie die Breast Cancer Research Foundation (BCRF) in New York City, die im Geschäftsjahr 2016 allein 57 Millionen Dollar an Geldern für die Krebsforschung bereitstellte. Den Erlös aus dem Verkauf von 'Pink Ribbon' Kosmetikprodukten der Marken Estée Lauder und Clinique ließ Evelyn Lauder diesen Organisationen zukommen. Die Hobbyfotografin brachte zudem 1992 (Seasons Observed) und 2002 (An Eye for Beauty: Photographs of Evelyn Lauder) Bildbände mit Landschaftsaufnahmen heraus, deren Erlöse ihren Stiftungen zugutekamen.
Evelyn Lauder starb am 12. November 2011 im Alter von 75 Jahren an den Folgen von Eierstockkrebs, der erstmals 2007 bei ihr diagnostiziert worden war.